# Arbignieu
Arbignieu är en kommun i departementet Ain i östra Frankrike. Kommunen ligger  i kantonen Belley som ligger i arrondissementet Belley. Kommunens areal är 13,07 km². År 2018 hade Arbignieu 509 invånare.

## Befolkningsutveckling
Antalet invånare i kommunen Arbignieu
Referens: INSEE